# Loma Esperanza
Loma Esperanza är en ort i Mexiko.   Den ligger i kommunen Santiago Lachiguiri och delstaten Oaxaca, i den sydöstra delen av landet, 500 km sydost om huvudstaden Mexico City. Loma Esperanza ligger 1 090 meter över havet och antalet invånare är 164.
Terrängen runt Loma Esperanza är lite bergig, och sluttar norrut. Runt Loma Esperanza är det glesbefolkat, med 9 invånare per kvadratkilometer. Närmaste större samhälle är Santa María Nativitas Coatlán, 7,1 km norr om Loma Esperanza. I omgivningarna runt Loma Esperanza växer i huvudsak städsegrön lövskog.